# 斉藤さんちのお客さま
『斉藤さんちのお客さま』（さいとうさんちのおきゃくさま）は、一部フジテレビ系列局（一部の系列局を除く）で放送されていたフジテレビ製作のトークバラエティ番組である。全16回。製作局のフジテレビでは1987年5月1日から同年9月まで、毎週金曜 19:00 - 19:30 （日本標準時）に放送。

## 概要
斉藤由貴とメイド役の室井滋が毎回1人（組）のゲストを招いてトークをしていた番組。ゲストとのトークのほか、時の話題を取り上げるコーナーや占いをするコーナーもあった。斉藤がテレビで初司会を務めた番組だったが、5か月で終了した。
亀山千広が企画に携わり、後に映画『優駿 ORACION』で斉藤と組むことになる杉田成道がプロデュース。オープニングを市川準が演出していた。

## 出演者
- 斉藤由貴 - 司会を担当。
- 室井滋 - メイド「姫草しげ」役で出演。斉藤は室井のことを「シゲー」と呼んでいた。

## テーマ曲
オープニングテーマ「体育館は踊る」（インストゥルメンタル）
作曲：崎谷健次郎、編曲：武部聡志
エンディングテーマ「家族の食卓」
作詞：斉藤由貴、作曲：岡本朗、編曲：武部聡志、歌：斉藤由貴

## スタッフ
- 企画：亀山千広（フジテレビ）、市村朝一（東宝芸能）
- コンセプトプランナー：秋山道男
- 構成：岩立良作
- 技術：身内哲雄
- TD：菅原一夫
- カメラ：川田正幸、島本健司、木村祐一郎、藤江雅和
- 映像：谷古宇利勝、油谷忍
- 音声：杉山直樹
- 照明：米田晴夫
- 音響効果：塚田益章
- 整音：八木成雄
- 編集：弓削とよ、森武司
- 美術制作：石鍋伸一朗
- デザイン：山本修身
- 美術進行：松沢由之
- 大道具：林光明
- 装飾：丸山善之
- 持道具：楠正由貴
- 衣裳：萱田典弘
- メイク：岩井真美
- 視覚効果：島田誠一
- 電飾：蕨野弘
- アクリル装飾：高信作
- 生花装飾：阿部雅子
- 植木装飾：須田信治、小田隆文
- タイトル：山形憲一
- タイトルバック
  - 監督・撮影：市川準
  - 映像：江本隆
  - 協力：プラミー
- 広報：石田卓子（フジテレビ）
- スタイリスト：申谷弘美
- 演出補：星克明
- タイムキーパー：山中京子
- アシスタントプロデューサー：笹本泉（フジテレビ）、近藤孝子（共同テレビ）
- プロデューサー：杉田成道（フジテレビ）、星田良子（共同テレビ）
- 演出：河毛俊作（フジテレビ）、大多亮（フジテレビ）
- 制作協力：東宝芸能、ポニービデオ／共同テレビ
- 制作著作：フジテレビ

## 参考資料
- 読売新聞縮刷版[どれ?]

| フジテレビ 金曜19:00枠                                    | フジテレビ 金曜19:00枠                            | フジテレビ 金曜19:00枠                          |
| 前番組                                                    | 番組名                                            | 次番組                                          |
| --------------------------------------------------------- | ------------------------------------------------- | ----------------------------------------------- |
| コムサ・DE・とんねるず （1986年10月24日 - 1987年3月27日） | 斉藤さんちのお客さま （1987年5月1日 - 1987年9月） | コドモのおもちゃ （1987年11月20日 - 1988年3月） |